# 仲野文梧
仲野 文梧（なかの ぶんご、1943年12月18日 - ）は、日本の俳優、声優、ソングライター、歌手である。早稲田大学教育学部英語英文学科卒。1963年に劇団「民藝」入団、1970年退団。現在、有限会社グルー所属の俳優である。音楽事務所はサニープラニング。

## 略歴
東京都出身。早稲田大学教育学部英語英文学科卒。1963年に劇団「民藝」に入り、1970年退団。現在、有限会社グルー所属の俳優。
作詞家、作曲家として、ジュディ・オング、郷ひろみ等にも作品を提供。音楽事務所はサニープラニング。
デュエット曲「東中野は初恋の街」は、自身の作詞・作曲で、女優の山口いづ世（女優の斎藤こず恵（NHK朝のドラマ「鳩子の海」主役）の母）とデュエットで歌っている。

## エピソード
初舞台は、劇団「民藝」「泰山木の木の下で」少年船員役であった。
本人談としては、なかにし礼との共演「時には娼婦のように」の、なかにし礼との話し合い場面が特に好きである。

## 出演

### テレビドラマ
- 青春家族（1989年、NHK総合） - 勝呂 役
- 火曜サスペンス劇場「火刑都市」（1989年、日本テレビ） - 石森 役
- 火曜サスペンス劇場「あしながおじさん殺人事件」（1989年、NTV / 映像プロデュース）
- 木曜ゴールデンドラマ「もう一度ロマンス」（読売テレビ） - 柴田郁夫 役
- 月曜ドラマスペシャル「さそり」（TBSテレビ） - 斎藤昇 役
- 月曜ドラマスペシャル「頭取秘書 鳴海美佐子」（TBSテレビ） - 望月竹盛 役
- 月曜・女のサスペンス「死を呼ぶ絵日記」（テレビ東京） - 浅井義則 役
- 月曜・女のサスペンス「熱海大島死の航路」（1991年、テレビ東京） - 飯島富吉 役
- 君が人生の時（1997年、TBSテレビ金曜ドラマ）
- 元禄繚乱（1999年、NHK総合大河ドラマ） - 曽根権太夫 役
- 葵 徳川三代（2000年、NHK総合大河ドラマ） - 鳥居成次 役
- 終戦特集 久世光彦の「碧空のタンゴ」（2001年、NHK総合） - 般若の弥三郎 役
- はぐれ刑事純情派第14シリーズ 第24話「立待岬に消えた女！東京－函館－奥尻島、死んだ母は生きていた!?」（2001年）
- 信濃のコロンボ・追分殺人事件（2004年、テレビ東京） - 安原耕三 役
- 月曜ミステリー劇場 森村誠一サスペンス棟居刑事シリーズ4「復讐」（2004年）
- 御宿かわせみ（2005年、NHK総合） - 中田五郎右衛門 役
- 理想の生活（2005年、NHK総合） - 林誠一 役
- 功名が辻（2006年、NHK総合大河ドラマ） - 赤尾清綱 役
- ルビコンの決断 東芝編（テレビ東京） - 乾健一 役
- 遺留捜査（2011年、テレビ朝日） - 土屋友也 役
- 新・警視庁捜査一課9係 season3 第4話「ルビー殺人事件」（2011年、テレビ朝日）
- 遅咲きのヒマワリ ボクの人生リニューアル1.2.3話（2012年、フジテレビ）

### 映画
- 時には娼婦のように（1978年、日活） - 森村 役

### 舞台
- 泰山木の木の下で（1963年、劇団「民藝」） - 少年船員 役

### 声優・ナレーション
- ドカベン アニメ（1976年、フジテレビ） - 石毛幸一 役
- テレビの旅 高野山・吉野川 編（NHK総合）
- ジャングル大帝 アニメ（1990年、テレビ東京） - ゼオ 役
- 機動警察パトレイバー アニメ（1990年、日本テレビ） - 男 役

### テレビCM
- 携帯電話au簡単ケータイCM（2011年7月）綾小路きみまろと共演。

## 作品

### シングル
- 「最後の車輌」ジュディ・オング（作詞・作曲）
- 「桜の五線譜」郷ひろみ（作曲） - このときの作曲は、大兼佳也のペンネームであった。
- 「青いサンダル」郷ひろみ（作曲） - このときの作曲は、大兼佳也のペンネームであった。
- 「東中野は初恋の街」山口いづ世＆仲野文梧（作詞・作曲・歌唱）
- 「俺の心にゃ星はない」仲野文梧（作詞・作曲・歌唱）
- 「出発」仲野文梧（作詞・作曲・歌唱）